# 水素:キノンオキシドレダクターゼ
水素:キノンオキシドレダクターゼ（hydrogen:quinone oxidoreductase）は、次の化学反応を触媒する酸化還元酵素である。
H2 + メナキノン {\displaystyle \rightleftharpoons } メナキノール
反応式の通り、この酵素の基質はH2とメナキノン、生成物はH+とメナキノールである。
組織名はhydrogen:quinone oxidoreductaseで、別名にhydrogen-ubiquinone oxidoreductase、hydrogen:menaquinone oxidoreductase、membrane-bound hydrogenase、quinone-reactive Ni/Fe-hydrogenaseがある。